# Yolanda Sonnabend
Yolanda Paulina Tamara Sonnabend (Bulawayo, 26 marzo 1935 – Londra, 9 novembre 2015) è stata una costumista, scenografa e pittrice britannica.

## Biografia
Yolanda Sonnabend nacque in una famiglia di ebrei tedeschi e russi nell'odierno Zimbabwe e si trasferì in Inghilterra nel 1954. Tra il 1955 e il 1960 studiò scenografia e pittura alla Slade School of Fine Art, dove fu allieva di Nicholas Geōrgiadīs. Prima ancora di terminare gli studi, nel 1958 Peter Wright le commissionò scenografie e costumi di A Blue Rose per il Royal Ballet.
Dai primi anni sessanta strinse un proficuo e duraturo sodalizio artistico con Kenneth MacMillan, per cui avrebbe disegnato i costumi di Symphony (1962), Rituals (1975), Requiem (1976), My Brother My Stister (1978) e Valley of Shadows (1983) alla Royal Opera House. Nel 1987 disegnò le scenografie e i controversi costumi per l'allestimento di Anthony Dowell de Il lago dei cigni, rimasto nel repertorio del Covent Garden per quasi trent'anni; nel 1989 invece fu la costumista de La Bayadère di Natalija Romanovna Makarova, anch'essa portata in scena alla Royal Opera House per oltre due decenni. 
Oltre al lavoro al Covent Garden, Sonnabend lavorò alla Oxford Playhouse e alla New York City Opera, curando anche le scenografie del film The Tempest di Derek Jarman (1979) e disegnando scenografie e costumi anche per opere di prosa, tra cui Antonio e Cleopatra per la Royal Shakespeare Company nel 1999. Verso la fine degli anni novanta tornò a dedicarsi brevemente al balletto, lavorando come scenografa e costumista per gli allestimenti di Romeo e Giulietta e Lo schiaccianoci del K-Ballet di Tokyo.
All'attività teatrale affiancò anche quella di pittrice: realizzò grandi tele esposte alla Whitechapel Art Gallery nel 1975 e poi in una grande retrospettiva alle Serpentine Galleries nel 1985. Fu un'apprezzata ritrattista: i soggetti dei suoi ritratti spaziarono da collaboratori e artisti come MacMillan e Steven Berkoff a scienziati come Stephen Hawking; nove ritratti realizzati da lei fanno parte della collezione della National Portrait Gallery di Londra. Parallelamente all'attività artistica, insegnò in diverse accademie delle belle arte, tra cui la sua alma mater, la Slade School of Fine Art, dal 1990, diventando fellow dell'University College London nel 2003.

## Filmografia
- The Tempest, regia di Derek Jarman (1979)
- Decadence, regia di Steven Berkoff (1994)